# Elitserien 1977/78
Die Elitserien-Saison 1977/78 war die dritte Spielzeit der schwedischen Elitserien im Eishockey. Schwedischer Meister wurde zum ersten Mal in der Vereinsgeschichte der Skellefteå AIK, während Timrå IK und Södertälje SK in die zweite Liga abstiegen. 

## Reguläre Saison

### Modus
Die zehn Mannschaften der Elitserien spielten zunächst in 36 Saisonspielen gegeneinander. Während sich die ersten vier Mannschaften für die Play-offs qualifizierten, stieg der Letztplatzierte direkt in die Division I ab und der Vorletzte musste in der Kvalserien um den Klassenerhalt gegen die besten Zweitligisten antreten. Für einen Sieg erhielt jede Mannschaft zwei Punkte, bei einem Unentschieden gab es ein Punkt und bei einer Niederlage null Punkte. 

### Abschlusstabelle
|     | Klub               | Sp | S  | U | N  | T   | GT  | Punkte |
| --- | ------------------ | -- | -- | - | -- | --- | --- | ------ |
| 1.  | Brynäs IF          | 36 | 24 | 3 | 9  | 168 | 126 | 51     |
| 2.  | Skellefteå AIK     | 36 | 21 | 5 | 10 | 186 | 139 | 47     |
| 3.  | AIK Solna          | 36 | 20 | 5 | 11 | 160 | 116 | 45     |
| 4.  | MoDo AIK           | 36 | 21 | 3 | 12 | 151 | 112 | 45     |
| 5.  | Färjestad BK       | 36 | 21 | 2 | 13 | 173 | 146 | 44     |
| 6.  | Västra Frölunda IF | 36 | 17 | 9 | 10 | 158 | 122 | 43     |
| 7   | Leksands IF        | 36 | 14 | 6 | 16 | 154 | 153 | 34     |
| 8.  | Djurgårdens IF     | 36 | 9  | 7 | 20 | 138 | 139 | 25     |
| 9.  | Timrå IK           | 36 | 5  | 4 | 27 | 102 | 180 | 14     |
| 10. | Södertälje SK      | 36 | 4  | 4 | 28 | 83  | 190 | 12     |

Sp = Spiele, S = Siege, U = unentschieden, N = Niederlagen, OTS = Overtime-Siege, OTN = Overtime-Niederlage, SOS = Penalty-Siege, SON = Penalty-Niederlage

### Topscorer
Abkürzungen: T = Tore, A = Assists, P = Punkte
|     | Spieler            | Team       | T  | A  | P  |
| --- | ------------------ | ---------- | -- | -- | -- |
| 1.  | Martin Karlsson    | Skellefteå | 33 | 30 | 63 |
| 2.  | Hardy Nilsson      | Skellefteå | 25 | 29 | 54 |
| 3.  | Mikko Leinonen     | MODO       | 19 | 26 | 45 |
| 4.  | Kjell Brus         | Leksand    | 16 | 29 | 45 |
| 5.  | Per Johansson      | Skellefteå | 23 | 21 | 44 |
| 6.  | Lars-Göran Nilsson | Brynäs     | 17 | 27 | 44 |
| 7.  | Mats Åhlberg       | Leksand    | 30 | 13 | 43 |
| 8.  | Dan Söderström     | Leksand    | 11 | 32 | 43 |
| 9.  | Thomas Gradin      | AIK        | 22 | 15 | 37 |
| 10. | Claes-Göran Wallin | Djurgården | 21 | 14 | 35 |

## Play-offs
Die Play-offs wurden im Modus „Best-of-Three“ ausgetragen.

### Turnierbaum
|  | Halbfinale | Halbfinale     | Halbfinale |  |  | Finale | Finale         | Finale |
|  |            |                |            |  |  |        |                |        |
|  |            |                |            |  |  |        |                |        |
|  | 1          | Brynäs IF      | 1          |  |  |        |                |        |
|  | 3          | AIK Solna      | 2          |  |  |        |                |        |
|  |            |                |            |  |  | 3      | AIK Solna      | 1      |
|  |            |                |            |  |  | 2      | Skellefteå AIK | 2      |
|  | 2          | Skellefteå AIK | 2          |  |  |        |                |        |
|  | 4          | MoDo AIK       | 0          |  |  |        |                |        |
|  |            |                |            |  |  |        |                |        |

### Topscorer
Abkürzungen: T = Tore, A = Assists, P = Punkte
| Spieler            | Team       | T | A | P |
| ------------------ | ---------- | - | - | - |
| Göran Lindblom     | Skellefteå | 5 | 4 | 9 |
| Mats Ulander       | AIK        | 5 | 0 | 5 |
| Lars-Erik Ericsson | AIK        | 4 | 1 | 5 |
| Ulf Isaksson       | AIK        | 3 | 2 | 5 |
| Pär Mårts          | AIK        | 3 | 2 | 5 |

### Kader des schwedischen Meisters
| Schwedischer Meister Skellefteå AIK | Torhüter: Mats Landerstedt, Roger Rosén Verteidiger: Bo Andersson, Peter Helander, Martin Johansson, Göran Lindblom, Jan Lindholm, Hannu Palmu, Pekka Rampa Angreifer: Thomas Andersson, Håkan Eriksson, Johnny Forsman, Ulf Hedman, Christer Johansson, Per Johansson, Martin Karlsson, Hardy Nilsson, Lars Nyström, Jan-Eric Sandberg, Roland Stoltz Cheftrainer: Anders Rönnblom |

## All-Star-Team
| Tor          | Göran Högosta (Leksand)             | Göran Högosta (Leksand)             | Göran Högosta (Leksand) | Göran Högosta (Leksand)     | Göran Högosta (Leksand)     | Göran Högosta (Leksand)     |
| Verteidigung | Stig Salming (Brynäs)               | Stig Salming (Brynäs)               | Stig Salming (Brynäs)   | Lars Lindgren (MODO Hockey) | Lars Lindgren (MODO Hockey) | Lars Lindgren (MODO Hockey) |
| Sturm        | Kent-Erik Andersson (Färjestads BK) | Kent-Erik Andersson (Färjestads BK) | Mats Åhlberg (Leksand)  | Mats Åhlberg (Leksand)      | Per-Olov Brasar (Leksand)   | Per-Olov Brasar (Leksand)   |

## Auszeichnungen
- Guldpucken (bester schwedischer Spieler) – Rolf Edberg, AIK Solna